# Tayeb el-Oqbi
 (avril 2013).
Si vous disposez d'ouvrages ou d'articles de référence ou si vous connaissez des sites web de qualité traitant du thème abordé ici, merci de compléter l'article en donnant les références utiles à sa vérifiabilité et en les liant à la section « Notes et références ».
Cheikh Tayeb el-Oqbi ou Tayeb El-Okbi (arabe : الطيب العقبي), né vers 1890 à Sidi Okba et mort en mai 1960, est un érudit musulman et journaliste algérien, membre de l'Association des oulémas musulmans algériens. Il est le père du footballeur Djamel El Okbi.

## Biographie

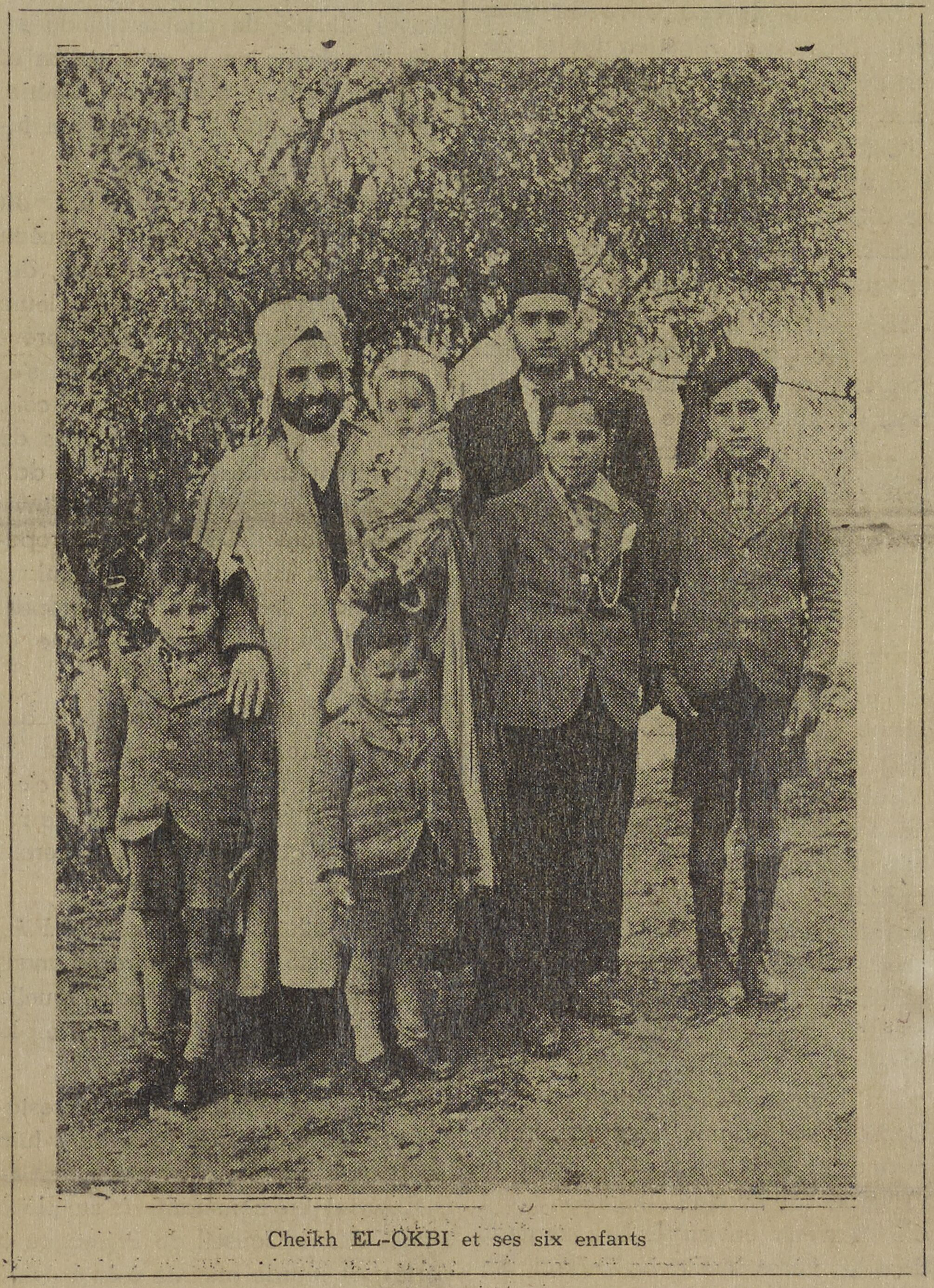
Tayeb el-Oqbi et ses six enfants 1939.

Sa filiation patrilinéaire (nassab) est la suivante : Tayeb ben Mohammed ben Brahim ben Hadj Saleh. Il appartient à la tribu arabe des Ouled Abderrahman  considérée de lignée noble.
Il est né au mois de chawwal 1307 du calendrier hégirien (correspondant approximativement au mois de juin 1890 du calendrier grégorien) dans la commune de Sidi Okba, près de Biskra, mais déménage avec sa famille au Hedjaz, alors province de l'Empire ottoman, à l'âge de 6 ans. Il réside d'abord à Médine, où il étudie les sciences religieuses au sein de la mosquée du Prophète, puis à La Mecque où il devient conseiller du chérif Hussein, qui lui confie la direction du journal réformiste Al-Qibla. Ses articles, aux forts relents panislamiques et panarabes, le rendent suspect aux yeux des Jeunes-Turcs qui le placent en résidence surveillée en Anatolie pendant la Grande guerre. Il est libéré à la suite de l'intervention de son ami, Chekib Arslan, bien vu par le gouvernement de Constantinople.
De retour en Algérie, alors colonie française, en 1920, il s'engage dans l'appel (da'wa) à l'islam, arpentant notamment les cafés et autres boîtes de nuit pour y ordonner le bien et y interdire le mal. Il lutte également contre l'analphabétisme et les excès de certaines confréries soufies maraboutiques. L'ensemble de ces activités attirent la méfiance des autorités coloniales, qui le placent sous surveillance. Par ailleurs, il se met en contact avec d'autres lettrés comme Ibn Badis et collabore aux périodiques Al Mountaquid et al Chihab avant de lancer son propre journal, El-Islah, qui peine à paraître régulièrement du fait de l'opposition des autorités coloniales.
En 1929, il s'installe à Alger et préside les activités du fameux Cercle du Progrès (Nadi El Taraqqi) qui devint rapidement le centre de rassemblement de nombreuses associations réformistes.
En 1931, il s'associe à d'autres érudits musulmans algériens pour former l'Association des oulémas musulmans algériens. En 1933, les autorités coloniales, préoccupées par les activités de cette nouvelle organisation, lui interdisent de prêcher dans les mosquées (circulaire Michel).
En 1935, il lance, au sein du Cercle du progrès, l'Union des croyants monothéistes et devint un ami de l'orientaliste français Louis Massignon.
En août 1936, les choses se corsent pour lui lorsque les autorités coloniales le placent en détention après l'assassinat du mufti Bendali. Finalement remis en liberté, son procès n'a lieu qu'en juin 1939 et se solde par un acquittement après une plaidoirie remarquée de son avocat guadeloupéen, Maurice L'Admiral, dont Albert Camus (alors rédacteur en chef d'Alger républicain) se fait le relai dans la presse francophone.
Il poursuit ses activités (prédication réformiste, défense de la langue arabe, indépendance du culte musulman, droits des musulmans algériens etc.) au Cercle du progrès après 1940. Sur le plan politique, il fait figure de modéré en comparaison des positions affichées par Messali Hadj, chef de file du mouvement indépendantiste, Parti du peuple algérien. El-Oqbi souhaite voir l'indépendance advenir progressivement et est l'un des rares érudits musulmans favorable au bilinguisme. De plus, à l'instar de son prédécesseur Ibn Badis (décédé en 1940), il prend position contre l'antisémitisme présent en Algérie (à la fois chez les pieds-noirs et certains autochtones). Ainsi, pendant la Seconde Guerre mondiale, il s'oppose aux mesures discriminatoires imposées par le gouvernement de Vichy à l'égard des Juifs et émet un avis juridique (fatwa) interdisant leur meurtre et la confiscation de leurs biens.
Le déclenchement de la guerre d'indépendance en novembre 1954 par de jeunes révolutionnaires, tous issus du MTLD (nouveau parti de Messali Hadj) prend de court la plupart des mouvements et personnalités réformistes, davantage habitués au travail de fond. Bien qu'il soutienne la guerre d'indépendance, El-Oqbi, vieilli et malade, ne fait qu'une seule apparition publique durant celle-ci : en janvier 1956 (sur l'insistance d'Albert Camus) lors d'une conférence organisée au Cercle du progrès sur la trêve en Algérie. Il décède en mai 1960. Une foule nombreuse assiste à ses funérailles.